# Kyle Secor
Kyle Ivan Secor (Tacoma, 31 mei 1957) is een Amerikaans acteur en filmregisseur.

## Biologie
Secor is geboren in Tacoma maar groeide op in Federal Way waar hij ook de high school doorliep aan de Federal Way High School. In 1981 verhuisde hij naar Hollywood om zich te richten op zijn acteercarrière. 
Secor begon in 1986 met acteren in de televisieserie Santa Barbara. Hierna heeft hij nog meerdere rollen gespeeld in televisieseries en films zoals St. Elsewhere (1987-1988), Sleeping with the Enemy (1991), Homicide: Life on the Street (1993-1999), Party of Five (1999), Philly (2001-2002) en Veronica Mars (2004-2007).
Secor is ook actief als filmregisseur, voor de televisieserie Homicide: Life on the Street heeft hij drie afleveringen geregisseerd (1997-1999).
Secor was van 1979 tot en met 1982 getrouwd, en Vanaf 2002 is hij opnieuw getrouwd en heeft hieruit twee kinderen. Secor is een gecertificeerde yogainstructeur en is ook een getraind karate en kungfu beoefenaar.

## Filmografie

### Films
Uitgezonderd korte films.
- 2023 The Starling Girl - als pastor Taylor
- 2020 TAWN-19 - als DCI Stevens
- 2016 The Purge: Election Year - als minister Edwidge Owens
- 2004 Infidelity – als Jim Montet
- 2003 A Wrinkle in Time – als de man met rode ogen
- 2001 Bailey’s Mistake – als Lowell Lenox
- 2000 Homicide: The Movie – als rechercheur Tim Bayliss
- 2000 Beat – als Dave Kammerer
- 2000 Endsville – als Caleb Solar
- 1998 Mind Games – als Doug Berrick
- 1996 Her Desperate Choice – als Jim Rossi
- 1995 Beauty's Revenge – als Kevin Reese
- 1994 Drop Zone – als Swoop
- 1994 Midnight Runaround – als Dale Adder
- 1993 Silent Victim – als Jed Jackson
- 1993 Untamed Heart – als Howard
- 1992 In the Line of Duty: Siege at Marion – als Adam Swapp
- 1991 Late for Dinner – als Leland Shakes
- 1991 The Doctor – als Alan
- 1991 Delusion – als Chevy
- 1991 City Slickers – als Jeff
- 1991 Sleeping with the Enemy – als Fleishman
- 1989 Heart of Dixie – als Charles Payton Tucker
- 1989 The Outside Woman – als Jimmy
- 1988 Shootdown – als John Moore
- 1988 Inherit the Wind – als Bertram Cates

### Televisieseries
Uitgezonderd eenmalige gastrollen.
- 2021 The Rookie - als special agent Sam Taggart - 2 afl.
- 2020 - 2021 9-1-1: Lone Star - als adjunct-chief brandweer Alden Radford - 4 afl.
- 2004 – 2019 Veronica Mars – als Jake Kane – 11 afl.
- 2018 - 2019 The Flash - als Thomas Snow / Icicle - 3 afl.
- 2019 Grey's Anatomy - als John Dickinson - 3 afl.
- 2017 Confess - als Callahan Gentry - 6 afl.
- 2014 Resurrection - als Brian Addison - 3 afl.
- 2010 – 2011 Private Practice – als Adam Wilder – 2 afl.
- 2010 The Gates – als Thomas Bates – 4 afl.
- 2007 Women's Murder Club – als Hanson North – 5 afl.
- 2007 Hidden Palms – als Alan Matthews – 4 afl.
- 2005 – 2006 Commander in Chief – als Rod Calloway – 19 afl.
- 2001 – 2002 Philly – als Daniel X. Cavanaugh – 22 afl.
- 2000 City of Angels – als dr. Raleigh Stewart – 11 afl.
- 1999 Party of Five – als Evan Stilman – 8 afl.
- 1993 – 1999 Homicide: Life on the Street – als rechercheur Tim Bayliss – 122 afl.
- 1987 – 1988 St. Elsewhere – als Brett Johnston – 5 afl.
- 1986 – 1987 Santa Barbara – als Brian Bradford - 22 afl.

- International Standard Name Identifier: 0000 0000 5439 7809
- Library of Congress Control Number: nr2004002994
- Nationale Bibliotheek van Israël: 987007384672205171
- Virtual International Authority File: 2416175
- WorldCat: E39PBJc83vCTCHHVqjF7rQvCQq